# Salmagundi (Zeitschrift)
Salmagundi; or The Whim-whams and Opinions of Launcelot Langstaff, Esq. & Others war eine satirische Zeitschrift, die in den Jahren 1807/08 in New York erschien. Sie wurde von Washington Irving, seinem Bruder William Irving sowie James Kirke Paulding gegründet; die drei verfassten unter zahlreichen wechselnden Pseudonymen auch sämtliche Beiträge. Von dem Magazin erschienen zwischen dem 24. Januar 1807 und dem 15. Januar 1808 in unregelmäßigen Abständen insgesamt 20 Nummern.

## Inhalte
Ursprünglich war das Heft als Parodie auf ein anderes New Yorker Magazin angelegt, The Town, das sich die Verbesserung der Sittlichkeit auf die Fahnen geschrieben hatte. Im ersten Heft entwarfen die drei Autoren von Salmagundi ihre Herausgeberfiktion; zu jedem Pseudonym entwarfen sie eine passende Persönlichkeit. In diesem ersten Heft besteht die Redaktion noch aus drei Hagestolzen: als vorgeblicher Herausgeber fungiert „Launcelot Langstaff“, das Gesellschaftressort überträgt er an „Anthony Evergreen“ und als Theaterkritiker erscheint „Will Wizard“. Da die Irvings und Paulding die mit der Zeit immer zahlreicher werdenden Pseudonyme auch untereinander teilten, kann die Autorschaft mancher Artikel bis heute nicht zweifelsfrei festgestellt werden.
In ihren Artikeln machten sich die drei über die Moden und das gesellschaftliche Treiben New Yorks, insbesondere der höheren Zirkel der Stadt, lustig. Die Zielscheiben ihres Spotts waren oft stadtweit bekannte Persönlichkeiten, nur notdürftig unter falschen Namen vorgestellt, so dass das eingeweihte New Yorker Lesepublikum kaum Mühe hatte, die Anspielungen zu entschlüsseln. Da die Autoren in der zu dieser Zeit außerordentlich verworrenen New Yorker Lokalpolitik auch durchaus politisch positioniert waren, gingen sie ihre politischen Gegner mit besonderer Schärfe an. Dies traf insbesondere die ebenso weitverzweigte wie einflussreiche Livingston-Familie mit ihrem Patriarchen Robert R. Livingston, die in den Seiten von Salmagundi als der Cockloft-Clan bezeichnet und in fast jeder Nummer karikiert werden.
1819 versuchte Paulding, die Zeitschrift wiederzubeleben. Nach elf Nummern gab er den Versuch – nunmehr im Alleingang von ihm verfasst – jedoch wieder auf.

## Ausgaben
Salmagundi, 1807–1808
- Washington Irving: Letters of Jonathan Oldstyle, Gent./Salmagundi. Twayne, Boston 1977, ISBN 0-8057-8509-4. [=Band 6 von Henry A. Pochmann et al. (Hg.): The Complete Works of Washington Irving. 30 Bände. University of Wisconsin Press, Madison/Twayne, Boston 1969–1986.]
- Washington Irving: Salmagundi. R. F. Fenno & Co, New York 1900 (Digitalisat beim Internet Archive).

Salmagundi, Second Series, 1819–1820
- James Kirke Paulding: Salmagundi: Second Series. 2 Bände. Harper & Brothers, New York 1835 (Digitalisate beim Internet Archive: Band 1, Band 2)

## Sekundärliteratur
- Mary Weatherspoon Bowden: Cocklofts and Slang-Whangers: The Historical Sources of Washington Irving’s Salmagundi. In: New York History 61:2, 1980. S. 133–160.
- Mary Weatherspoon Bowden: Washington Irving. Twayne, Boston 1981, S. 20–28.
- Bruce Granger: American Essay Serials from Franklin to Irving. University of Tennessee Press, Knoxville 1978.
- Simone Hagenmeyer: Washington Irving und der periodical essay des 18. Jahrhunderts: The Letters of Jonathan Oldstyle, Salmagundi und The Sketch Book of Geoffrey Crayon als abweichende Antworten auf britische Schreibgewohnheiten. Cuvillier, Göttingen 2000.  ISBN 3-89712-997-3
- Martha Hartzog Stocker: Salmagundi: Problems in Editing the So-Called First Edition (1807-08). In: PBSA, S. 141–58.
- Stanley T. Williams: The Life of Washington Irving. Oxford University Press, New York 1935, Bd. 1, S. 74–107.